# Диксон, Билл
Билл Диксон (англ. Bill Dixon; 5 октября 1925, Нантакет, Массачусетс, США — 16 июня 2010) — американский музыкант, композитор, художник и педагог. Играл на трубе, флюгельгорне и фортепиано.

## Биография
Его карьера началась с сотрудничества с молодым саксофонистом Арчи Шеппом, когда Диксону было 37 лет (1962 год). В 1964 г. он организовал первый фестиваль фри-джаза «Октябрьская революция в джазе» («October revolution in jazz») и основал «Гильдию джазовых композиторов» («Jazz Composers Guild»).
Первый альбом «Intents And Purposes» вышел в 1967 г. Он включал в себя два больших произведения: «Metamorphoses 1962—1966» (октябрь 1966) для тентета (труба, тромбон, альт, кларнет, английский рожок, виолончель, два баса, барабаны и тарелки) и «Voices» (январь 1967) для квинтета (труба, кларнет, виолончель, бас и барабаны). Стиль Билла Диксона предвосхитил появление «Ассоциации для Продвижения Творческих Музыкантов» (AACM) и предшествовал «чикагской школе» нового джазового искусства.
Большинство произведений Диксона 1970-х годов стали известны публике лишь в 1980-е. К примеру, «Considerations» (1980), включающий четыре обширных сочинения: «Orchestra Piece» (январь 1972), «Sequences» (январь 1972), «Pages» (июнь 1975) и «Places And Things» (сентябрь 1976). Всего, до конца 90-х, выпустил более десяти альбомов. В 2001 г. выходит альбом «Odyssey», который включал в себя главным образом соло для духовых инструментов периода 1970—1992 гг., весь альбом «Collection», импровизации и дуэт с клавишником Лесли Уинстоном.
В 1981 году Диксон стал одним из четырёх музыкантов (вместе с Сесилом Тэйлором, Полом Блеем и Арчи Шеппом), чьи интервью и выступления вошли в документальный фильм Рона Мэнна о фри-джазе «Imagine the Sound».
С 1968 по 1996 годы — профессор музыки в Беннингтонском колледже, штат Вермонт.